# André Baudry
André Baudry   (Rethondes, 31 d'agost de 1922 - Nàpols, 1 de febrer de 2018) va ser un escriptor francès que va ser el fundador de la revista homòfila Arcadie.

## Biografia
Antic seminarista i professor de filosofia, Baudry es va interessar pel debat sobre la sexualitat arran de les publicacions de l'informe Kinsey (1948), d'El segon sexe de Simone de Beauvoir (1952) i de la tesi de teologia del mateix any titulada Vie Chrétienne et problèmes de la sexualité de Marc Oraison, que articulava clarament la posició de l'Església catòlica per adoptar una actitud més inclusiva envers l'homosexualitat.
La revisió Arcadie va ser creada per Baudry amb el suport de Roger Peyrefitte i Jean Cocteau. Immediatament se'n va prohibir la venda a menors i va patir la censura. Baudry va ser processat el 1955 per «ofensa contra la bona moral», condemnat i multat amb 400.000 francs. La revista va posar èmfasi en l'homosexualitat com una forma de consciència i d'identitat pròpia en oposició a la sexualitat per se. Baudry va intentar donar forma a la imatge popular dels homosexuals com a membres convencionals de la societat amb desitjos convencionals. El 1960, en el moment de la promulgació de l'esmena Mirguet que considerava l'homosexualitat com la font de tots els mals socials, Baudry va eliminar els anuncis classificats i les fotografies de la revista per a evitar-ne la clausura. Durant els seus anys de publicació, Arcadie va ser la publicació homòfila més influent de l'Europa francòfona i els subscriptors van fluctuar entre els 1.300 i els 10.000. El 1979 va organitzar un gran congrés d'intel·lectuals amb la presència de personalitats com Michel Foucault, Robert Merle i Paul Veyne.